# Селбах, Йоханна
Йоханна Катарина Селбах (нидерл. Johanna Katarina Selbach, 27 июля 1918 — 30 апреля 1998) — нидерландская пловчиха, олимпийская чемпионка и чемпионка Европы.

## Биография
Родилась в 1918 году в Харлеме. В 1934 году стала обладательницей золотой медали чемпионата Европы. В 1936 году на Олимпийских играх в Берлине завоевала золотую медаль в эстафете 4×100 м вольным стилем.